# Philipp Gufler
Philipp Gufler (geb. 23. Juni 1989 in Augsburg) ist ein deutscher Künstler.

## Leben und Wirken
Philipp Gufler studierte an der Akademie der Bildenden Künste in München. Er besuchte unter anderem die Künstlerresidenzen De Ateliers, Amsterdam, Niederlande (2015–2017), Skowhegan School of Painting & Sculpture, Maine, USA (2019) und Delfina Foundation, London, UK (2021). 2015 erhielt er den Bayerischen Kunstförderpreis, 2020 den Medienpreis der Deutschen AIDS-Stiftung, 2021 gewann er den niederländischen Royal Award for Painting 2021.
Er hatte Einzelausstellungen in der Kunsthalle Mainz, Kunstverein Göttingen, Françoise Heitsch, München, BQ, Berlin und Kevin Space, Wien, sowie Gruppenausstellungen im Haus der Kunst, München, Centraal Museum, Utrecht und Haus der Kulturen der Welt, Berlin.
Er lebt in Amsterdam und München. Er ist aktives Mitglied im selbstorganisierten Forum Queeres Archiv München.

## Werk
In seiner künstlerischen Arbeitsweise vereint Philipp Gufler verschiedene Medien. Darunter fallen Siebdrucke auf Stoff und Spiegel, Künstlerbücher, Performances und Videos. In der Werkreihe der Quilts nimmt der Künstler Bezug auf Künstler, Schriftsteller, Zeitschriften und verlorene queere Räume. Die siebbedruckten Stoffe wurden unter anderem im Württembergischen Kunstverein, Stuttgart ausgestellt. Außerdem entstanden neue Quilts für die von ihm ko-kuratierte Wanderausstellung Exzentrische 80er in der Lothringer13, München, der Galerie Nord | Kunstverein Tiergarten, Berlin und Kunsthaus Hamburg, Hamburg ausgestellt. Darüber hinaus spielen der menschliche Körper und Aids eine wichtige Rolle in seinen Kunstwerken, zum Beispiel bei den Videoinstallationen The Responsive Body oder Becoming-Rabe. 2020 erarbeitete der Künstler Philipp Gufler einen Kurzfilm und ein Zine mit dem Titel Lana Kaiser über den Sänger und DSDS-Teilnehmer Daniel Küblböck.

## Publikationen
- Philipp Gufler (Hrsg.): Splitter 14: I Wanna Give You Devotion, München 2017. Forum Queeres Archiv München und Hammann von Mier Verlag, ISBN 978-3-947250-06-6.
- Philipp Gufler (Hrsg.): Indirekte Berührung. BQ Berlin, Berlin 2017, 40 Seiten.[9]
- Philipp Gufler (Hrsg.): Quilt #01–#30. Hammann von Mier Verlag, München 2020, ISBN 978-3-947250-27-1.
- Philipp Gufler (Hrsg.): Lana Kaiser. Hammann von Mier Verlag, München 2020, ISBN 978-3-947250-33-2.
- Philipp Gufler (Hrsg.): Splitter 17: Projektion auf die Krise. Gauweilereien in München. Forum Queeres Archiv München und Hammann von Mier Verlag, München 2021, ISBN 978-3-935227-24-7.
- Ergül Cengiz, Burcu Dogramaci, Ergül Cengiz, Philipp Gufler, Angela Stiegler (Hrsg.): Exzentrische 80er: Tabea Blumenschein, Hilka Nordhausen, Rabe perplexum und Kompliz*innen aus dem Jetzt. Verlag b_books, Berlin 2022, ISBN 978-3-942214-47-6.[10]

- Jan Erbelding, Leo Heinik, Philipp Gufler, Maria VMier (Hrsg.): Cosy bei Cosy. Hammann von Mier Verlag, München 2023, ISBN 978-3-947250-52-3.
- Philipp Gufler (Hrsg.): A Shrine To Aphrodite. Hammann von Mier Verlag, München 2023, ISBN 978-3-947250-51-6.
- Yasmin Afschar (Hrsg.): Philipp Gufler. Dis/Identification, Distanz Verlag, Berlin 2024, ISBN 978-3-95476-677-2.